# Tokudaia osimensis
Tokudaia osimensis — вид гризунів родини мишевих (Muridae). Ендемік острова Амамі-Осіма на островах Амамі японського архіпелагу Рюкю, його природним місцем існування є субтропічний вологий широколистяний ліс; на плантаціях не спостерігався. Каріотип має непарне диплоїдне число, 2n = 25. Як і його родич T. tokunoshimensis, він втратив свою Y-хромосому та ген SRY.
Вид перебуває під загрозою руйнування та фрагментації середовища існування, хижацтва здичавілими котами та собаками та завезеними мангустами, а також конкуренцією з завезеними чорними пацюками.